# Festa di metà autunno

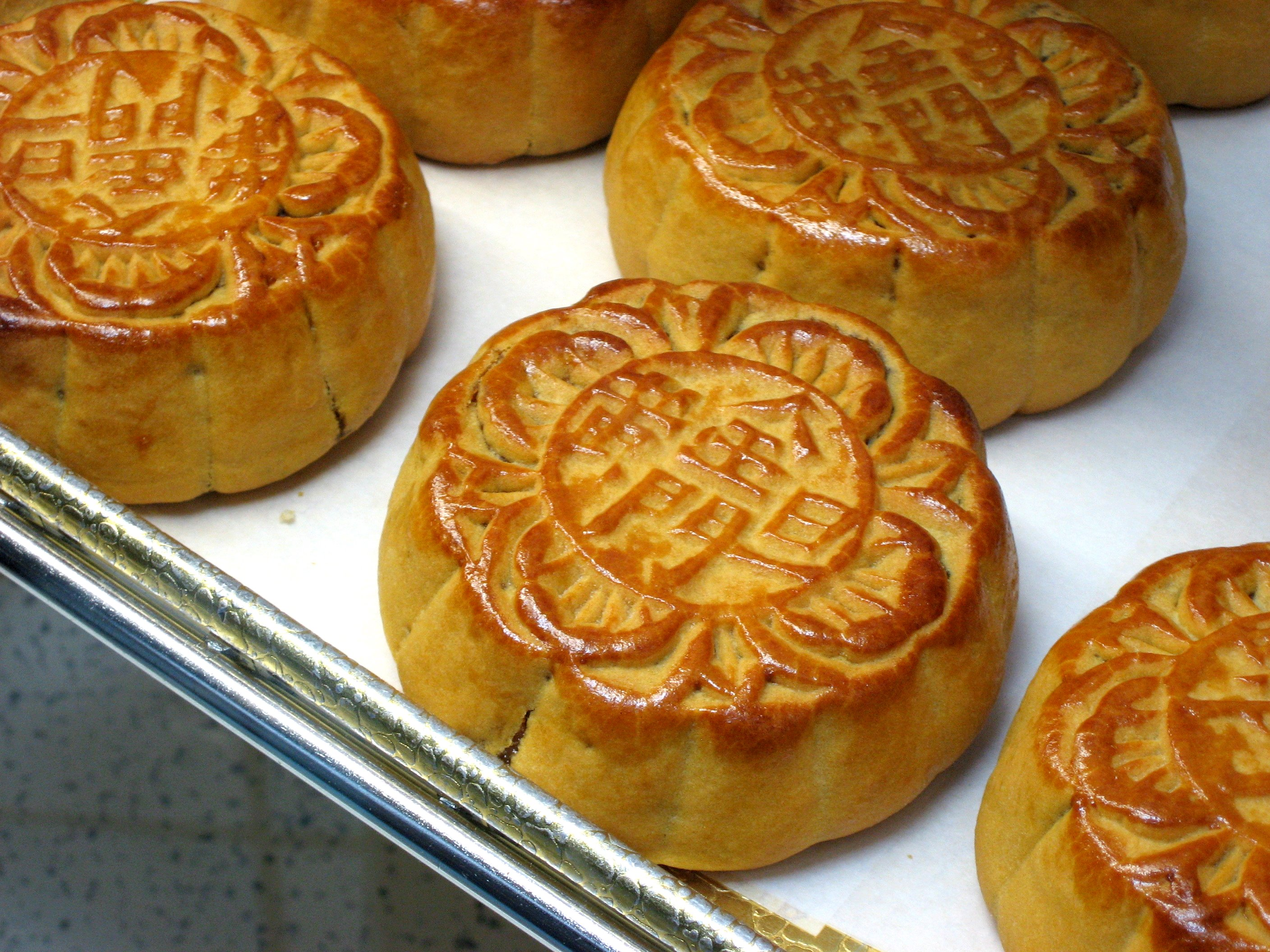
Torte lunari, mangiate tradizionalmente durante la Festa

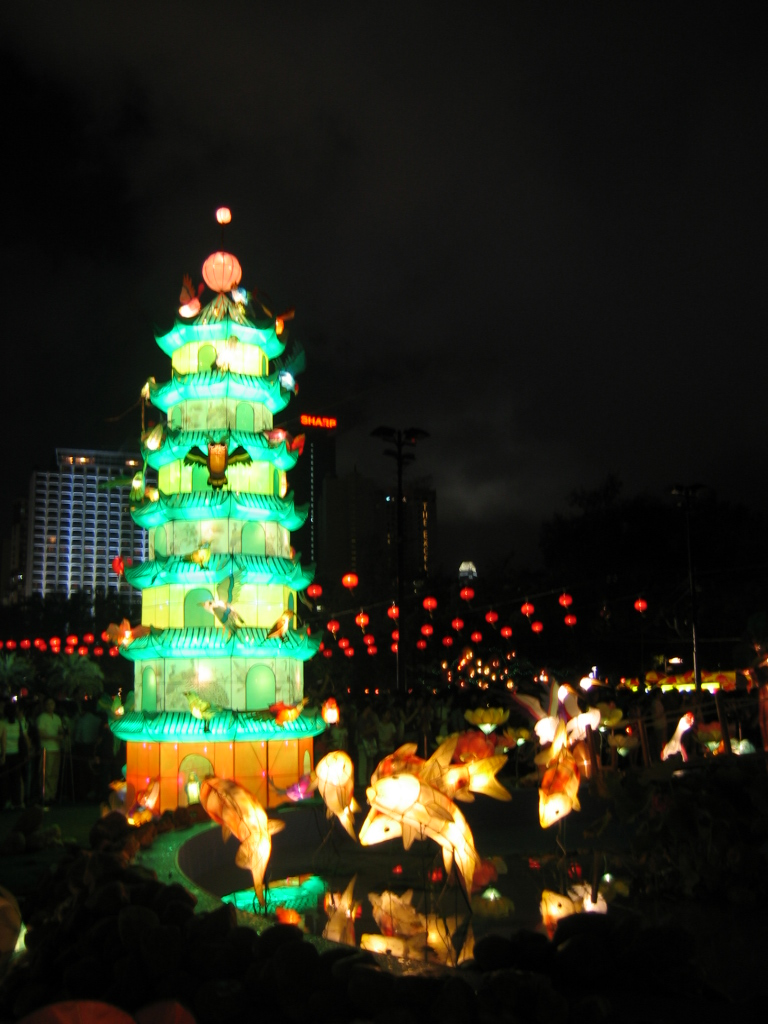
Celebrazioni della festa di metà autunno al Victoria Park di Hong Kong

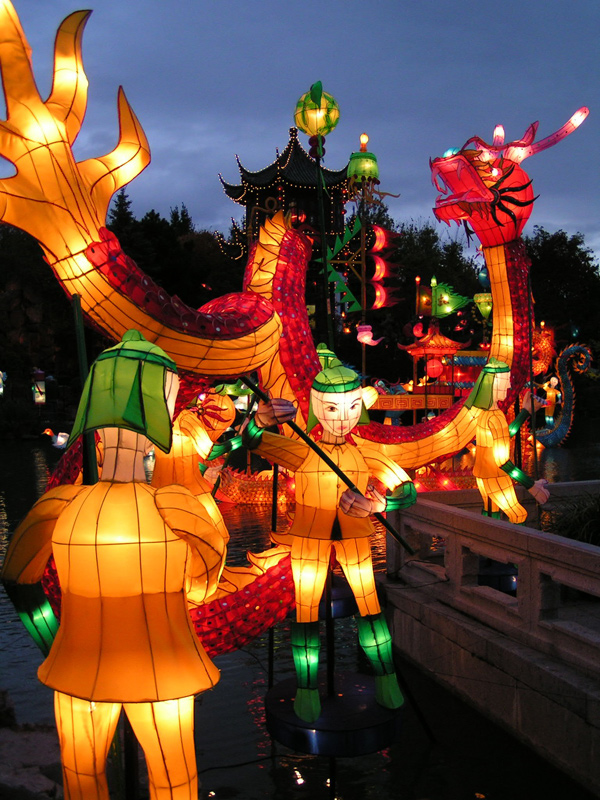
Festa di metà autunno al giardino botanico di Montréal, in Canada

La festa di metà autunno o festa di mezzo autunno (cinese tradizionale: 中秋節T, 中秋节S, ZhōngqiūjiéP, Chung ch'iu chiehW; cantonese: Jūng chāu jit; jyutping: Zung1 cau1 zit³; POJ: conosciuta anche con i nomi di Festa della Luna, Festa delle Torte Lunari o Festa Zhongqiu, è una festività celebrata dai popoli cinese  secondo il calendario cinese.
La prima descrizione della Festa pervenutaci è contenuta nei Riti di Zhou, una raccolta di rituali databile alla dinastia Zhou occidentale, scritta circa 3.000 anni fa. Pare, tuttavia, che la celebrazione sia divenuta massimamente popolare durante i primi anni della dinastia Tang. La Festa viene celebrata il quindicesimo giorno dell'ottavo mese del calendario cinese, che secondo il calendario gregoriano cade tra la seconda metà di settembre ed i primi giorni di ottobre, in un periodo piuttosto vicino all'equinozio d'autunno. Nel 2006 il governo della Repubblica Popolare Cinese ha nominato la Festa "eredità culturale intangibile", mentre nel 2008 è stata resa festa nazionale cinese. È anche festa nazionale della Repubblica cinese.

## Tradizioni
La festa di metà autunno è una delle festività più importanti del calendario cinese,subito dopo l’estate e prima di Giornata nazionale della RPC (1º ottobre) .Ad accompagnare le celebrazioni figurano alcune tradizioni culturali od usi regionali, tra cui:
- La consumazione dei mooncakes, o torte lunari[1][2];
- Matchmaking. In alcune parti della Cina, si tengono delle danze per aiutare i giovani a trovarsi un partner. "Una alla volta, le giovani donne vengono spinte a lanciare tra la folla i propri fazzoletti. Il giovane che raccoglierà il fazzoletto di una ragazza e glielo renderà avrà una chance di iniziare una storia d'amore"[1];
- Si usa portare lanterne accese, accendere lanterne su alte torri oppure farle volare[1];
- Si brucia dell'incenso in onore di divinità quali Chang'e, la dea della luna;
- Nel sud della Cina, soprattutto nelle zone di Canton, Hong Kong ecc, si usa appendere delle lanterne su dei pali di bambù, per poi posizionare questi ultimi su un punto elevato come tetti delle case, terrazzi o alberi;
- Si collezionano petali di tarassaco per poi distribuirli equamente tra i membri della famiglia;
- Si pratica la Danza del leone[1];
- L'icona tradizionale è il "coniglio lunare"[1].

## Leggende

### Houyi e Chang'e

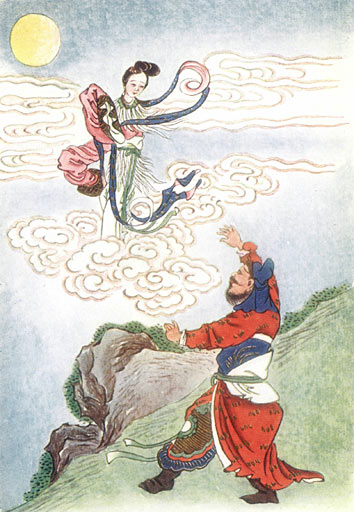
Houyi che guarda, impotente, sua moglie Chang'e volare verso la luna, dopo che questa bevve l'elisir

La celebrazione della festa di metà autunno in Cina è strettamente associata alla leggenda di Houyi e Chang'e, essendo quest'ultima la dea lunare dell'immortalità. La tradizione colloca le due figure della mitologia cinese attorno al 2200 a.C., durante il regno del leggendario Imperatore Yao, successore dell'Imperatore Giallo. Diversamente dalle divinità lunari in altre culture che personificano la luna stessa, Chang'e non rappresenta l'astro ma vi vive sopra.
Esistono numerose versioni ed adattamenti della leggenda, che spesso si contraddicono anche a vicenda. Tuttavia, la maggior parte delle versioni includono qualche variante di questi elementi: Houyi, l'Arciere, un imperatore (benevolo o in contrasto) ed un elisir di lunga vita.
La prima versione racconta che Houyi era un essere immortale, mentre Chang'e era una bellissima fanciulla che lavorava al palazzo dell'Imperatore di Giada (caratteri cinesi: 玉帝; pinyin: Yùdì) come ancella della moglie dell'imperatore, la Regina Madre dell'Ovest. Quando i due si innamorano, Houyi si attira le gelosie degli altri immortali, che lo calunniano di fronte all'Imperatore di Giada. Houyi e Chang'e vengono quindi banditi dal regno del cielo e costretti a vivere come mortali sulla Terra. Per sopravvivere, Houyi deve iniziare a cacciare e diventa un provetto arciere.
In quell'epoca esistevano dieci soli, che avevano la forma di uccelli a tre gambe e vivevano su un albero di gelso nel mare orientale. Ogni giorno uno degli uccelli doveva viaggiare intorno al mondo su carro condotto da Xihe, la divinità "madre" dei soli. Un giorno, tuttavia, tutti e dieci i soli decisero di viaggiare insieme, di conseguenza la terra iniziò a bruciare. L'imperatore Yao, all'epoca imperatore della Cina, comandò a Houyi di usare le sue abilità nel tiro con l'arco per uccidere tutti i soli tranne uno. Avendo completato con successo la missione, Houyi venne ricompensato dall'imperatore con una pillola che garantiva l'immortalità. L'imperatore avvisò Houyi di non consumare la pillola immediatamente, ma di prepararsi pregando e digiunando per un anno. Houyi riportò quindi la pillola a casa e la nascose sotto un'asse di legno, finché un giorno non fu nuovamente chiamato al cospetto dell'imperatore Yao. In assenza del marito, Chang'e notò una strana luce bianca emanare da sotto uno degli assi di legno, e scoprì quindi la pillola. Inghiottendola, si rese presto conto di poter volare. Quando Houyi tornò a casa e si rese conto di ciò che Chang'e aveva fatto, iniziò a sgridarla, al che lei scappò in cielo volando via dalla finestra.
Houyi riuscì a seguirla fino a metà strada attraverso i cieli, ma fu costretto a tornare sulla Terra a causa dei venti troppo forti. Chang'e infine raggiunse la luna, dove tossì via una parte della pillola non riuscendo più a volare. Chiese quindi al coniglio bianco che viveva sulla luna, colui che preparava le erbe medicinali per gli dèi, di prepararle un'altra pillola per poter tornare da suo marito sulla terra.
La leggenda narra che, ai giorni nostri, il coniglio stia ancora pestando le erbe nel tentativo di fare un'altra pillola. Houyi, nel frattempo, si è costruito una casa sul sole (andando a rappresentare il principio maschile dello Yang) in contrasto con la casa lunare di Chang'e (che rappresenta il principio femminile dello Yin). Si narra che una volta l'anno, durante la festa di metà autunno, Houyi sia in grado di visitare sua moglie sulla luna, ed è per questa ragione che in quella particolare notte la luna piena è più bella e luminosa del solito. Questa descrizione appare in forma scritta in due raccolte dell'epoca della dinastia Han occidentale (206 a.C.-24 d.C.): lo Shan Hai Jing, il "Classico delle Montagne e dei Mari", e lo Huainanzi, un classico filosofico taoista.
Una versione della leggenda simile a quella sopracitata racconta che Chang'e inghiotte la pillola dell'immortalità perché Peng, uno degli apprendisti arcieri di Houyi, tenta di costringerla a dare la pillola a lui. Essendo consapevole di non riuscire a lottare contro Peng, Chang'e non ha altra scelta che inghiottire lei stessa la pillola.
Secondo un'altra variante, Houyi e Chang'e sono ancora esseri immortali all'epoca in cui Houyi uccide nove dei soli. Tuttavia gli uccelli dei soli, figli dell'Imperatore di Giada, puniscono Houyi e Chang'e per averli costretti a scendere sulla Terra e vivere come esseri mortali e tolgono loro l'immortalità. Vedendo la moglie affranta per la perdita della vita eterna, Houyi decide di partire alla ricerca della pillola che possa riportarla alla condizione originaria. Alla fine del viaggio incontra la Regina Madre dell'Ovest, che acconsente a dargli una di queste pillole ma lo avverte, al contempo, che la dose consentita ad una persona per riottenere l'immortalità è solo di mezza pillola. Houyi riporta la pillola a casa e la pone in un cofanetto, avvisando Chang'e di non aprirlo in alcun caso. Dopo di ciò, lascia la casa per un breve periodo. Come Pandora nella mitologia greca, Chang'e inizia ad essere divorata dalla curiosità. Apre il cofanetto e trova la pillola nello stesso istante in cui sente Houyi rincasare, spaventandosi quindi che il marito possa coglierla in flagrante inghiotte la pillola intera e, per effetto dell'overdose, inizia a fluttuare nel cielo.
Altre varianti della leggenda non si riferiscono ad Houyi e Chang'e come precedentemente immortali, e li presentano fin dall'inizio come esseri mortali.
Ci sono anche versioni della storia secondo le quali Houyi fu fatto re, come compenso per aver ucciso i nove soli ed aver salvato il popolo. Tuttavia, re Houyi divenne presto un despota che, a seconda delle varianti della storia, ruba una pillola dell'immortalità dalla Regina Madre dell'Ovest oppure viene a sapere che può produrre una tale pillola macinando il corpo di un adolescente diverso ogni notte per cento notti. Chang'e, quindi, ruba la pillola e la inghiotte, o per salvare tanti adolescenti dall'uccisione o per evitare che il regime tirannico del marito duri per sempre.

### La Lepre o Il Coniglio di Giada
Secondo la tradizione cinese, il Coniglio di Giada avrebbe il compito, insieme alla signora della luna Chang'e, di pestare le erbe medicinali per gli dèi. Altre versioni della leggenda dichiarano che il Coniglio di Giada è solo una forma assunta dalla stessa Chang'e, in quanto le aree oscure che si vedono sulla luna durante la luna piena possono essere assemblate a formare un coniglio. Le orecchie dell'animale si troverebbero nella parte superiore a destra, mentre a sinistra si notano due grandi aree circolari che rappresenterebbero la testa ed il corpo.

### Rovesciamento del governo mongolo
Secondo una favola piuttosto conosciuta, sebbene non supportata da fonti storiche, la festa di metà autunno commemorerebbe la nascita in Cina delle rivolte contro i sovrani mongoli della dinastia Yuan (1280–1368), nel XIV secolo. Quando fu vietato da un decreto imperiale di riunirsi in gruppi ed associazioni, divenne impossibile fare dei piani per una ribellione. Notando che i mongoli non usavano consumare le torte lunari, Liu Bowen (劉伯溫) della provincia del Zhejiang, consigliere del leader ribelle Zhu Yuanzhang, ebbe l'idea di far coincidere la ribellione con la festa di metà autunno. Ottenne il permesso di distribuire migliaia di torte lunari ai cinesi residenti in città, con il pretesto di augurare longevità all'imperatore mongolo. All'interno di ogni torta, tuttavia, era stato inserito un bigliettino che recitava: "Uccidete i mongoli il quindicesimo giorno dell'ottavo mese" (cinese tradizionale: 八月十五殺韃子; cinese semplificato: 八月十五杀鞑子). La notte della festa di metà autunno, i ribelli attaccarono e rovesciarono il governo, favorendo lo stabilirsi della successiva dinastia Ming (1368–1644) sotto l'imperatore Hongwu, nome preso dal leader Zhu una volta salito al trono. Fu da allora, quindi, che la festa di metà autunno iniziò ad essere celebrata a livello nazionale mangiando le torte lunari.

## Versione coreana

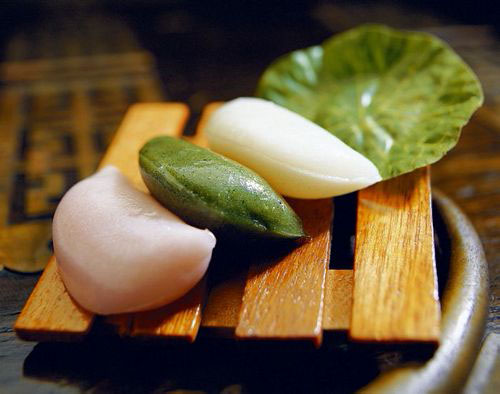
Songpyeon

Storicamente e secondo la tradizione popolare, la festa di metà autunno prende origine dal gabae (가배), cioè dal giorno in cui, durante il regno del terzo re di Silla, terminava una competizione di tessitura, della durata di un mese, tra due squadre. Giunto il giorno del gabae, la squadra che aveva tessuto di più vinceva e le veniva offerto un banchetto dai perdenti. Si dice anche che il chuseok indichi il giorno in cui Silla riportò una grande vittoria contro il regno rivale di Paekje, organizzando gare di tessitura, di tiro con l'arco e dimostrazioni di arti marziali per festeggiare.
Molti studiosi credono anche che la festa di metà autunno debba la sua origine alle celebrazioni dello sciamanesimo coreano per l'arrivo della "Luna del raccolto". Poiché i nuovi raccolti vengono offerti alle divinità locali e agli antenati, il chuseok potrebbe essere nato come rituale di adorazione
La festa di metà autunno chuseok, originariamente noto come hangawi (한가위), dall'espressione arcaica che significava "la grande metà (dell'autunno)", è il principale festival del raccolto in Corea. Il giorno precedente e quello successivo al chuseok sono considerati festivi.
Per festeggiare il buon raccolto, i coreani si recano nelle città natali dei loro antenati e condividono un banchetto di cibi e bevande tradizionali, quali il songpyeon e i vini di riso sindoju e dongdongju.

## Versione taiwanese
Sin dalla metà degli anni ottanta, a Taiwan si è diffusa la tendenza di celebrare la festa di metà autunno organizzando delle grigliate all'aperto con famiglia ed amici. Si pensa che questa tendenza sia riconducibile all'incremento del potere delle compagnie commerciali, sebbene la leggenda voglia che le persone si sentano più affamate guardando la luna piena, e che dunque la voglia di mangiare all'aperto sia dovuto all'impulso della luna. Tuttavia, è innegabile che il decollo dell'economia taiwanese e le influenze occidentali abbiano avuto un ruolo decisivo nel cambiamento degli usi e costumi tradizionali.
Le torte lunari hanno la medesima forma rotonda di quelle della Cina continentale, tuttavia sono più piccole ed hanno ripieni meno elaborati. Più recentemente, sembra abbiano preso piede delle versioni del dolce provenienti da Hong Kong.

## Versione vietnamita

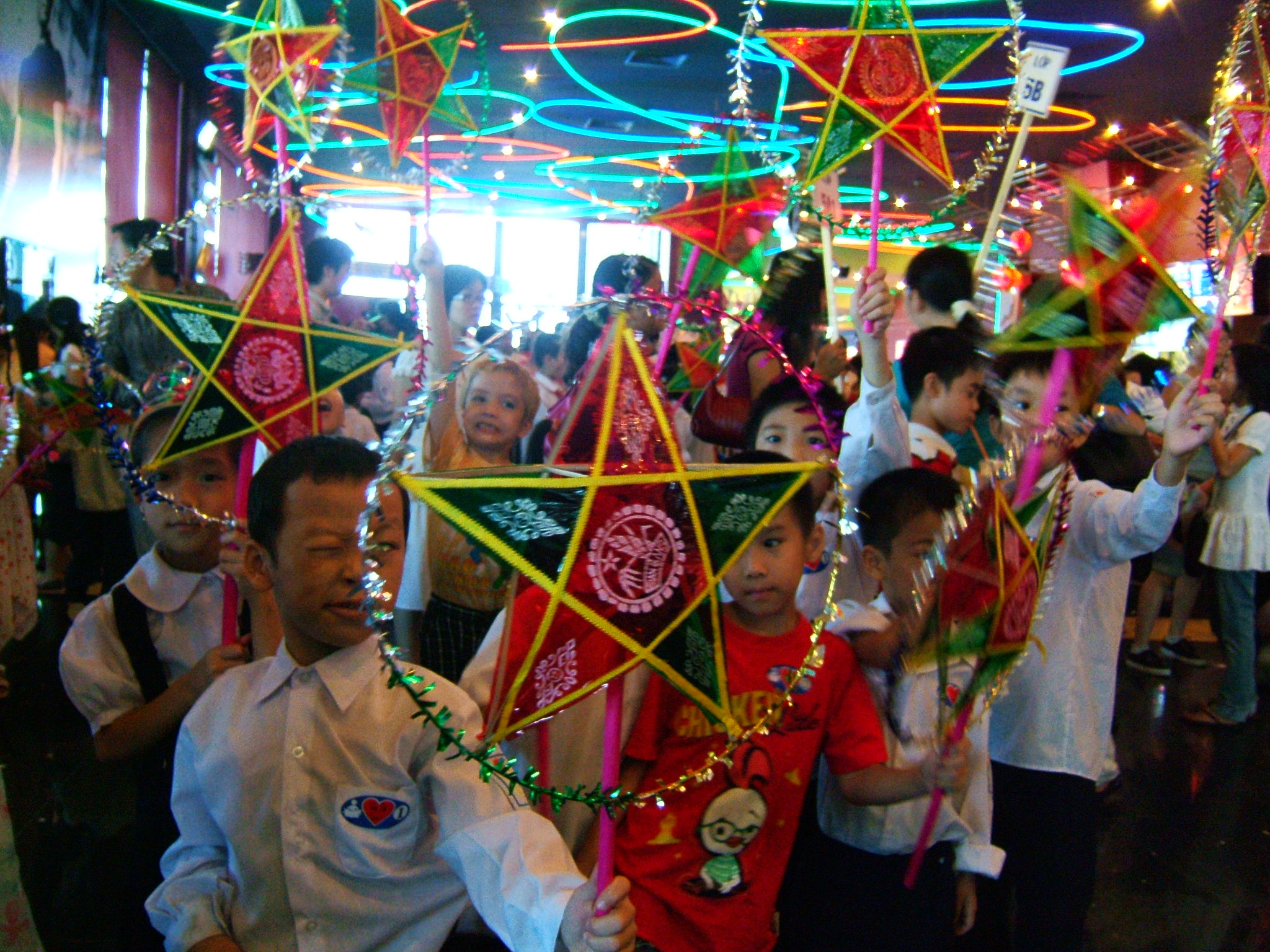
Bambini vietnamiti celebrano la festa di metà autunno con le tradizionali lanterne a forma di stelle a cinque punte

In Vietnam, la festa di metà autunno viene chiamata "Tết Trung Thu".
Secondo la versione vietnamita della leggenda che dà origine alla festività, la moglie di un uomo chiamato Cuội un giorno urinò casualmente su un albero di fico sacro. Subito dopo aver dissacrato l'albero, la donna si sedette su uno dei tre rami principali, allorché il fico iniziò a crescere ininterrottamente fino a raggiungere la luna. La moglie di Cuội si ritrovò, perciò, confinata lassù. Ogni anno, durante la festa di metà autunno, i bambini accendono delle lanterne a forma di stella e si muovono in processione, in modo da mostrare alla moglie di Cuội la strada per tornare sulla Terra.
Oltre alla leggenda dell'albero di fico, altre storie si intrecciano a formare la base di questa festività, tra queste la storia della Signora della Luna e la leggenda della carpa che voleva diventare un drago.
In Vietnam, le torte lunari hanno una tipica forma quadrata piuttosto che rotonda, sebbene quelle tonde si possano trovare sporadicamente.
Un evento importante durante la festa di metà autunno in Vietnam è la Danza del leone. Tale danza viene effettuata sia da gruppi amatoriali di bambini, sia da gruppi professionali. I danzatori si esibiscono per le strade, e bussano alle case chiedendo il permesso di intrattenere le famiglie al loro interno. Se l'ospite acconsente, il "leone" inizia una danza rituale che serve come augurio di buona fortuna per la famiglia. In cambio, la famiglia ospitante dona al gruppo un compenso simbolico come segno di gratitudine.

## Date
La festa di metà autunno si tiene il quindicesimo giorno dell'ottavo mese del calendario cinese, che sul calendario gregoriano si situa tra la seconda metà del mese di settembre ed i primi giorni di ottobre.
| Anno e giorno | Anno e giorno | Anno e giorno | Anno e giorno | Anno e giorno | Anno e giorno |
| ------------- | ------------- | ------------- | ------------- | ------------- | ------------- |
| 2000          | _             | 2010          | 22 settembre  | 2020          | 1º ottobre    |
| 2001          | _             | 2011          | 12 settembre  | 2021          | 21 settembre  |
| 2002          | _             | 2012          | 30 settembre  | 2022          | 19 settembre  |
| 2003          | _             | 2013          | 19 settembre  | 2023          | 29 settembre  |
| 2004          | _             | 2014          | 8 settembre   | 2024          | 17 settembre  |
| 2005          | 18 settembre  | 2015          | 27 settembre  | 2025          | _             |
| 2006          | 6 ottobre     | 2016          | 15 settembre  | 2026          | _             |
| 2007          | 25 settembre  | 2017          | 4 ottobre     | 2027          | _             |
| 2008          | 14 settembre  | 2018          | 24 settembre  | 2028          | _             |
| 2009          | 3 ottobre     | 2019          | 13 settembre  | 2029          | _             |